# Casio VL-1

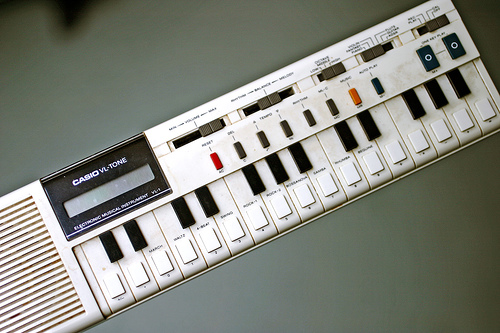
Photographie d'un Casio VL-1.

Le VL-1 est le premier synthétiseur de la série VL-Tone de Casio, sorti en 1981. Il est parfois lui-même nommé Casio VL-Tone, voire Casiotone. Il a aussi été vendu en Amérique du Nord sous le nom de Concertmate 200 de Radio Shack.

## Fonctionnalités sonores
Les sons du VL-1 sont principalement produits par des ondes carrées filtrées possédant différentes longueurs de pulsation. Ses timbres de piano, violon, flûte et guitare sont des abstractions presque méconnaissables des instruments d'origine. Il possède également un timbre intitulé « fantasy ».
Le VL-1 intègre un synthétiseur programmable (ADSR (Attaque, Déclin, Soutien, Relâchement)), permettant de choisir la forme de l'oscillateur et de l'enveloppe sonore. Ce synthétiseur est codé en entrant un nombre 8 chiffres dans la mémoire de la fonction calculatrice de l'instrument, puis en revenant à la fonction clavier. Chaque chiffre du nombre correspond à un des 8 paramètres suivants
| 1 | 2                     | 3                     | 4                         | 5                                                                    | 6                     | 7                         | 8                         |
| --- | --------------------- | --------------------- | ------------------------- | -------------------------------------------------------------------- | --------------------- | ------------------------- | ------------------------- |
| Forme de l'onde (timbre)                                                                                | Attaque               | Déclin                | Niveau de soutien         | Temps de soutien                                                     | Relâchement           | Vibrato                   | Tremolo                   |
| 0 : Piano 1 : Fantasy 2 : Violon 3 : Flute 4 - 5 : Guitare 6 : Cor anglais 7 - 9 : Sons "électroniques" | 0 : OFF 1 - 9 : Durée | 0 : OFF 1 - 9 : Durée | 0 : OFF 1 - 9 : Intensité | 0 : OFF 1 - 8 : Durée 9 : Infini (note soutenue jusqu'à relâchement) | 0 : OFF 1 - 9 : Durée | 0 : OFF 1 - 9 : Intensité | 0 : OFF 1 - 9 : Intensité |

Le VL-1 possède également un séquenceur sonore basique (mode "REC") capable d’enregistrer une suite de notes et de la rejouer (dans le mode "PLAY") une-à-une avec le bouton "ONE KEY PLAY" ou automatiquement avec "AUTO PLAY". Ces fonctionnalités sont couplées à une boîte à rythme qui inclut plusieurs rythmes préprogrammés, comme la valse, la samba, le swing ou la bossa nova. .

## Fonction calculatrice
Le VL-1 embarque également une fonctionnalité calculatrice qui permet de faire des opérations de base ({\displaystyle +,-,\times ,\div ,{\sqrt {}}}) sur des nombres à virgule (flottants) de 8 chiffres maximum.

## Caractéristiques techniques

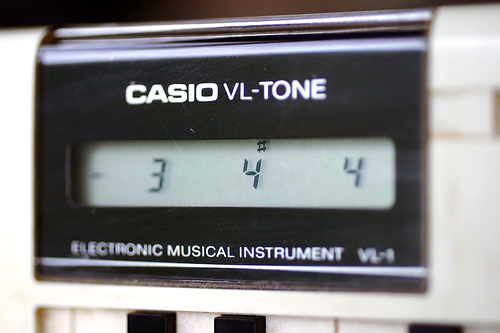
Photographie de l'écran à cristaux liquides du VL-1.

Le VL-1 dispose d'un petit écran à cristaux liquides affichant jusqu'à huit caractères. Principalement utilisé pour la fonction calculatrice, il affiche également les notes jouées en mode clavier.
Le VL-1 offre la possibilité de modifier la hauteur et la balance ainsi un réglage rudimentaire du tempo. Il comporte 29 touches de piano et 15 boutons dits "fonction".
Sa puce Nec D1867G gère la génération de l'onde audio en suivant les paramètres de l'ADSR.

## Utilisation
- Le groupe allemand Trio a utilisé le VL-1 pour leur chanson Da Da Da en 1982; le groupe faisait usage du rythme « Rock-1 » et de la voix « Piano ».
- Le même rythme est utilisé pendant la première moitié de The Man Whose Head Expanded de The Fall, et est interrompu par Mark E. Smith qui demande « d'éteindre ce foutu space invader ».
- Le réglage « Fantasy » est le seul son utilisé sur la reprise du thème de La Loi du milieu par le groupe The Human League, sur l'album Dare. Le groupe a également utilisé l'instrument sur leur succès Open Your Heart.
- Les rythmes Rock-1 et Rock-2 sont présents sur la piste Stop/Start  de The Assembly.
- Boom Boom Boom Boom, des Vengaboys, débute par un rythme identique à Rock-1.
- Clumsy, de Fergie, utilise l'un des rythmes du VL-1.
- Le Casio, piste finale de l'album Vehicles and Animals d'Athlete, fait usage de la voix Fantasy du VL-1.
- Le rythme Rock-1 est utilisé en introduction la piste This Is Deutsch  de l'album Sünde de Eisbrecher.
- Le groupe White Town utilise aussi ce clavier dans son album Your woman.
- Le coda du morceau Living on Video de Trans-X reprend l'un des rythmes du VL-1
- le groupe Dee Lite a utilisé le rythme Rock 2 pour son morceau « Who was that ».
- Cité Phosphore (1981) par le groupe Rational Youth (ce groupe est mentionné sur les pages de Men Without Hats et Bill Vorn).
- Le groupe français Opéra Multi Steel utilise le Casio VL-1, principalement le preset Violin, sur la plupart des titres de ses albums réalisés depuis 1984.Cet instrument est l'un des éléments constitutif du son du groupe.